# Giulia Quintavalle
Giulia Quintavalle (ur. 6 marca 1983 w Livorno) – włoska zawodniczka w judo startująca w kategorii do 57 kg, złota medalistka igrzysk olimpijskich, trzykrotna mistrzyni Włoch (2004, 2005, 2006).